# Winger
Winger es una banda estadounidense con un estilo de glam metal y metal progresivo surgida en Nueva York en 1987. Kip Winger, que había trabajado como bajista en la banda de Alice Cooper, decidió crear su propio grupo junto con Reb Beach (guitarra principal), Paul Taylor (teclista, también proveniente de Alice Cooper) y Rod Morgenstein (batería). Más tarde se unió John Roth (guitarra rítmica). Tras pensar diversos nombres para la banda como Call Your Doctor o Sahara (recibieron una carta que les decía que ya había un grupo con este nombre), decidieron escoger el nombre de su líder, Winger. Debutaron en 1988 con el álbum Winger y en 1990 lanzaron In The Heart Of The Young, ambos de estilo glam metal (siguiendo así la moda mainstream de los años 1980), aunque en 1993 con la salida de su tercer disco, Pull, sin abandonar dicho estilo se orientaron más hacia el heavy metal. Sin embargo, esto no les fue suficiente para sobrevivir en la década de los noventa, lo que provocó que en 1994 decidieran hacer un parón indefinido. En 2001 se volvieron a reunir y lanzaron el recopilatorio The Very Best of Winger que incluyó un tema nuevo, seguido de una gira que se alargó durante dos años. Después de otro parón, regresaron en 2006 con IV, su cuarto álbum de estudio, al que le siguieron Karma en 2009 y Better Days Comin' en 2014. Desde entonces continuaron ofreciendo conciertos de forma regular y en 2023 publicaron su séptimo trabajo, Seven.

## Historia
Después de estar cuatro meses en el estudio, finalmente en 1988 Winger publicó su disco debut, Winger (que inicialmente se iba a llamar Sahara), que vendió más de un millón de copias, con la fuerza de temas como «Seventeen» y baladas como «Headed For a Heartbreak». Realizaron su primera gran gira y tras terminarla, descansaron dos semanas, para posteriormente comenzar a trabajar en su segundo álbum durante seis meses. De éste hicieron dos versiones: en la primera estaban incluidas las canciones «All I Ever Wanted» y «Never», pero decidieron escribir dos canciones más que sustituyeron a estas. Las canciones eran «Can't Get Enuff» y «Baptized By Fire». El álbum se tituló In The Heart Of The Young (1990) y tuvo un éxito similar al primero; la power ballad «Miles Away» fue el sencillo con mayor repercusión. En 1991 la banda participó en el programa de televisión MTV Unplugged, tocando en vivo versiones acústicas de algunas canciones en su repertorio, tales como «Headed For A Heartbreak», «Loosen Up» y «Can't Get Enuff».

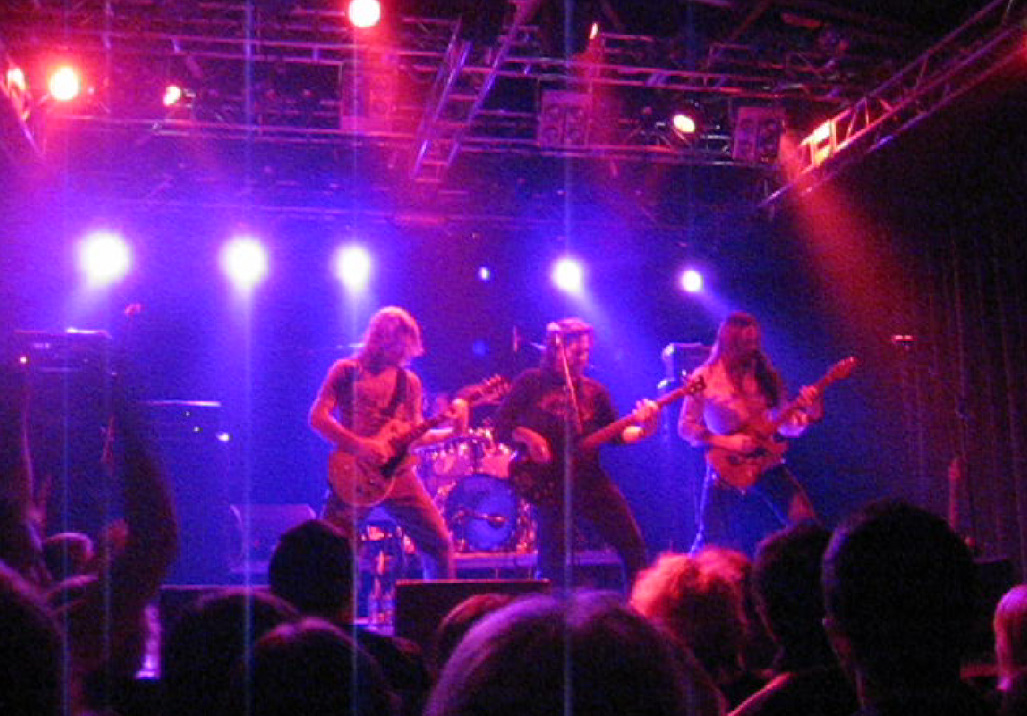
Winger en Nosturi, Helsinki, octubre de 2006.

En 1993 lanzaron Pull, que es considerado por muchos el mejor trabajo de la banda, del que destacan temas como «Down Incognito», «In My Veins» o «Spell I'm Under», entre otros. John Roth sustituyó a Paul Taylor en la guitarra, además de tocar el teclado. Iniciaron una gira de seis meses que concluyó en Japón y esa fue la última vez que tocaron juntos, pues la banda se separó. A mediados de los años noventa, Kip Winger inició una carrera en solitario, en la que cuenta ya con tres discos: This Conversation Seems Like A Dream, Down Incognito y Songs From The Ocean Floor. En 2001 se volvieron a reunir y editaron el recopilatorio The Very Best of Winger, para el que grabaron un nuevo tema: «On The Inside». En 2002 acompañaron a Poison en su gira «Hollyweird World Tour» junto con Whitesnake y Faster Pussycat.
A mediados de 2006 la banda se vuelve a reunir, y esta vez para editar un nuevo álbum de estudio, titulado IV, con el que dieron un gran cambio a su música adoptando un sonido mucho más moderno, pero sin perder su esencia. Este álbum tuvo una buena acogida por parte de los fanáticos, del que destacan temas como «Blue Suede Shoes», «Your Great Escape», «Short Flight To Mexico» o la balada «On A Day Like Today». Un año más tarde editaron una colección de temas titulada Demo Anthology, que incluía 10 temas inéditos, además de un gran número de canciones ya conocidas, todo ello compilado en dos discos. Ese mismo año, también editaron un álbum en vivo, Live, extraído de un concierto de su gira 2006-07, que también fue editado en DVD. En 2009 lanzaron el álbum Karma, con el que adoptaron un sonido más metalero, pero a la vez con un toque oscuro y melancólico. El disco fue muy bien valorado por los críticos y por los aficionados del metal en general. Del mismo destacan canciones como «Pull Me Under», «Stone Cold Killer», «Always Within Me», «Supernova» o «Witness». La banda realizó una gira y posteriormente Kip Winger, líder del grupo, continuó ofreciendo conciertos en solitario durante los siguientes años.
Ya en abril de 2014 editaron su sexto álbum de estudio, Better Days Comin', con el que continuaron en la línea metalera, aunque en esta ocasión se distanciaron de su lado más melódico para ofrecer un sonido más heavy que en sus anteriores trabajos. Otra de las diferencias respecto a los dos álbumes anteriores es que para este sí grabaron varios videoclips, algo que no ocurría desde 1993; los temas escogidos para estos vídeos fueron «Midnight Driver Of A Love Machine», «Rat Race», «Tin Soldier», «Better Days Comin'» y «Queen Babylon». La banda también realizó una gira entre 2014 y 2015 en la que actuó en diferentes clubes y festivales, como el Download Festival. En una entrevista, Kip Winger afirmó que se vio sorprendido cuando los aficionados más jóvenes coreaban sus canciones en los conciertos, asegurando que, gracias a Internet, hoy en día era más fácil promocionarse y encontrar buenos grupos a los que escuchar, y que esto suponía un pequeño resurgimiento para las bandas antiguas. También mencionó que en sus inicios estuvo muy influenciado por grupos como Def Leppard o AC/DC. Una vez terminada la gira del disco, continuaron ofreciendo conciertos de forma regular y participando en festivales como el Monsters of Rock Cruise.
Entre 2018 y 2020 Reb Beach se marchó temporalmente con su otro grupo, Whitesnake, para trabajar en la composición de su nuevo álbum y posteriormente participar en la correspondiente gira promocional; durante ese tiempo Kip Winger continuó realizando actuaciones en solitario. En 2020, durante el confinamiento por la pandemia de COVID-19, la banda al completo emitió un vídeo en YouTube donde interpretó su tema «Better Days Comin'» (es: Vienen mejores días) junto con más de una veintena de artistas conocidos, entre los que se encontraban Alice Cooper, Alan Parsons, Klaus Meine de Scorpions, Tony Harnell de TNT, Steve Whiteman de Kix, Robert Mason de Warrant, Michael Starr de Steel Panther, Don Crash y Kenny Leckremo de H.E.A.T, y muchos más.
En 2023 publicaron su séptimo álbum de estudio, Seven, junto con su primer sencillo «Proud Desperado», al que le siguieron «It All Comes Back Around», «Tears of Blood» y «Voodoo Fire». Esta producción de hard rock y heavy metal tradicional con estribillos de arena rock continúa en la línea marcada por sus anteriores trabajos. Johnny Sharp de Classic Rock definió el disco como «reconfortantemente familiar» y asumió que «ahora son muy conscientes de lo que su audiencia quiere de ellos y no necesitan reinventarse», además destacó la «grandeza» de sus «estribillos de arena rock».

## Integrantes
- Kip Winger - bajo, teclado, primera voz (1987-1993, 2006-)
- Reb Beach - guitarra líder y rítmica, teclado (1987-1993, 2006-)
- Paul Taylor - teclado, guitarra rítmica (1987-1992, 2014-)
- Rod Morgenstein - batería (1987-1993, 2006-)
- John Roth - guitarra rítmica y líder, bajo, teclado (1993, 2006-)

## Discografía

### Álbumes de estudio
- Winger (1988)
- In The Heart Of The Young (1990)
- Pull (1993)
- IV (2006)
- Karma (2009)
- Better Days Comin' (2014)
- Seven (2023)

### Álbumes en vivo
- Live (2007)

### Recopilatorios
- The Very Best of Winger (2001)
- Demo Anthology (2007)

## Videos musicales
| - 1988 - «Madalaine» - 1988 - «Seventeen» - 1988 - «Headed For A Heartbreak» - 1988 - «Hungry» - 1990 - «Can't Get Enuff» - 1990 - «Miles Away» - 1990 - «Easy Come, Easy Go» - 1990 - «You Are The Saint, I Am The Sinner» - 1993 - «Down Incognito» - 1993 - «Spell I'm Under» - 1993 - «In My Veins» | - 1993 - «Who's The One» - 2009 - «Deal With The Devil» - 2014 - «Midnight Driver Of A Love Machine» - 2014 - «Rat Race» - 2014 - «Tin Soldier» - 2014 - «Better Days Comin'» - 2014 - «Queen Babylon» - 2023 - «Proud Desperado» - 2023 - «It All Comes Back Around» - 2023 - «Tears of Blood» - 2023 - «Voodoo Fire» |